# Shiqian
Shiqian, tidigare stavat Shihtsien, är ett härad som lyder under Tongrens stad på prefekturnivå i Guizhou-provinsen i sydvästra Kina.